# 아지나히가시역
아지나히가시역(일본어: 阿品東駅)은 일본 히로시마현 하쓰카이치시에 위치한 히로시마 전철 미야지마 선의 철도역이다. 역 번호는 M 37이며, 상대식 승강장 2면 2선의 구조를 갖춘 지상역이다.

## 이용 현황
| 연도 | 1일 평균 승하차 인원 |
| ---- | -------------------- |
| 1994 | 910                  |
| 1995 | 890                  |
| 1996 | 874                  |
| 1997 | 983                  |
| 1998 | 892                  |
| 1999 | 752                  |
| 2000 | 715                  |
| 2001 | 654                  |
| 2002 | 611                  |
| 2003 | 608                  |
| 2004 | 477                  |
| 2005 | 537                  |
| 2006 | 530                  |
| 2007 | 551                  |
| 2008 | 569                  |
| 2009 | 542                  |
| 2010 | 561                  |
| 2011 | 587                  |
| 2012 | 589                  |
| 2013 | 595                  |
| 2014 | 620                  |
| 2015 | 590                  |
| 2016 | 606                  |

## 역 주변
- 국도 제2호선
- NTT 서일본 지고젠 전화 교환소

## 역사
- 1931년 2월 1일 : 아지나역으로서 개업.
- 1954년 : 지고젠켄뵤인마에역으로 개칭.
- 1972년 3월 1일 : 현립 지고젠 병원의 폐지로 인해, 아지나역으로 다시 개칭.
- 2001년 11월 1일 : JR 아지나 역에 접속하는 다지리 역을 히로덴아지나 역으로 개칭했기 때문에, 당 역을 아지나히가시역으로 개칭.

## 인접 역
| 히로시마 전철 미야지마 선           | 히로시마 전철 미야지마 선 | 히로시마 전철 미야지마 선                 |
| ----------------------------------- | ------------------------- | ----------------------------------------- |
| M 36 지고젠 히로덴니시히로시마 방면 | ■ 미야지마 선             | 히로덴아지나 M 38 히로덴미야지마구치 방면 |